# 李眉蓁
李眉蓁（英語：Li Mei-jhen，1979年3月21日—），中華民國政治人物，中國國民黨籍，出生於高雄市左營區，現任高雄市議員。2024年通過黨內初選獲得國民黨提名參選高雄市第三選舉區立法委員，未能當選。

## 政治生涯
2010年起擔任第一屆高雄市議員迄今，代表第四選區（楠梓區、左營區）。
2020年6月獲國民黨提名為高雄市市長補選候選人，其得票數為248,478票，敗給民主進步黨候選人陳其邁。
2023年獲國民黨提名參選高雄市第三選舉區立法委員，敗給民進黨候選人李柏毅。

### 高雄市議員
2006年，獲親民黨提名參選高雄市議員落敗。2010年，獲得國民黨提名高雄市議員當選，2014年、2018年、2022年連任四屆。2014年任內，獲得高雄市公民監督公僕聯盟評鑑為「問政最認真」、「問政品質最優」的議員。

### 第三屆高雄市市長補選
2020年6月6日，高雄市第三屆市長韓國瑜遭到罷免成功，3個月內要完成市長補選。2020年6月23日，李眉蓁接受國民黨徵召，參與高雄市長補選。

### 第十一屆立法委員選舉
2023年5月24日，李眉蓁初選民調勝出。原本有5人表態參選，後來國民黨中央委員孫健萍不滿黨提名程序、宣布退選，前立委張顯耀未於期限前繳交同意書，也失去初選資格，最後剩陳玫娟、李眉蓁、陳麗珍等3位現任女議員完成登記，民調由李眉蓁勝出，結果敗給民進黨的李柏毅。

## 選舉紀錄
| 年度 | 選舉屆數             | 選舉區           | 所屬政黨   | 得票數  | 得票率 | 當選標記 | 備註         |
| ---- | -------------------- | ---------------- | ---------- | ------- | ------ | -------- | ------------ |
| 2006 | 第七屆高雄市議員選舉 | 高雄市第二選舉區 | 親民黨     | 6,639   | 3.95%  |          | 合併前直轄市 |
| 2010 | 第一屆高雄市議員選舉 | 高雄市第四選舉區 | 中國國民黨 | 16,511  | 8.90%  |          |              |
| 2014 | 第二屆高雄市議員選舉 | 高雄市第四選舉區 | 中國國民黨 | 15,533  | 8.83%  |          |              |
| 2018 | 第三屆高雄市議員選舉 | 高雄市第四選舉區 | 中國國民黨 | 23,651  | 11.33% |          |              |
| 2020 | 第三屆高雄市市長補選 | 高雄市           | 中國國民黨 | 248,478 | 25.90% |          |              |
| 2022 | 第四屆高雄市議員選舉 | 高雄市第四選舉區 | 中國國民黨 | 14,572  | 8.73%  |          |              |
| 2024 | 第十一屆立法委員選舉 | 高雄市第三選舉區 | 中國國民黨 | 101,513 | 46.03% |          |              |

## 個人生活

### 家庭
李眉蓁出生於臺灣高雄左營的眷村，父親為李榮宗，丈夫為楊紘宇。
她父親李榮宗為出身左營區舊部落的攤販之子，2002年獲得親民黨提名當選高雄市議員。李榮宗在陳菊市長任內獲聘高雄果菜運銷公司總經理，並長年擔任鳳邑舊城城隍廟主任委員。
她丈夫為楊紘宇，比李眉蓁年長兩歲，為珠寶商。曾在澳洲攻讀碩士學位，因其父親離世而返回高雄繼承家業。在2020年高雄市長補選財產申報 （页面存档备份，存于），共申報14筆土地、7筆房產，其中包含丈夫楊紘宇的土地11筆，多位於楠梓區右昌一帶。李眉蓁與丈夫現育有一女。

## 爭議

### 批評大港開唱
2019年9月，李眉蓁於市議會中質疑第十一屆大港開唱是「大港開唱變大港開幹」、「看了很錯愕，這麼不雅粗俗下流東西怎麼會在高雄，但大港開唱已是高雄流行音樂代名詞」。2020年7月7日，李眉蓁參選高雄市長補選期間，李眉蓁卻支持復辦大港開唱。消息隨後經台灣基進新聞輿情部副主任張博洋、以及臉書專頁「只是堵藍」轉載，抨擊李眉蓁態度轉彎。

### 碩士學位論文抄襲
李眉蓁2008年的國立中山大學碩士論文《台灣對中國大陸之貿易分析》，遭揭露整本論文有96%內容抄襲自國立臺北大學公共行政暨政策系雷政儒於2000年發表的碩士學位論文《兩岸經貿互動與台商投資之演變分析》，另外有4頁一字不漏抄襲自童振源2005年5月發表於國立政治大學的文章〈兩岸政經互動〉。李眉蓁於2020年7月23日自行宣布放棄該碩士學位，但中山大學表示，依《學位授予法》，學位不存在自行放棄之規範，仍需經中山大學審查後撤銷該學位。8月19日，中山大學表示，經送3位校外專業公正人士審查，3位審查人均認為抄襲事證明確，更認定論文抄襲情節嚴重，判定抄襲成立，依學位授予相關規定，將報請學校撤銷李眉蓁碩士學位。10月13日，中山大學正式依《學位授予法》公告撤銷其碩士學位。11月，李眉蓁決定前往正修科技大學進修碩士。
2022年1月13日，臺灣橋頭地方檢察署依違反《著作權法》將李眉蓁提起公訴。
2022年4月，李眉蓁與雷政儒達成和解。
李眉蓁經三年在正修科技大學進修，在2024年8月取得碩士畢業證書。

### 第三屆高雄市長補選
2020年6月24日，李眉蓁前往高雄市選委會辦理登記參選，高喊要找回「讓高雄基礎建設突飛猛進的專業市政團隊」，表示將帶職參選，不會請假。被問到是否找前市長韓國瑜回來輔選，李眉蓁回應「當然啦！」。時代力量前立委黃國昌認為，李眉蓁應先辭市議員，而國民黨也應該要求被提名人先辭去市議員，再投入市長選舉，別再上演帶職參選的舊戲碼。台灣基進則質疑，國民黨本來對外宣稱不找議員參選，但又突然回頭找一個曾力挺韓國瑜的地方派系二代議員參選市長，讓人匪夷所思。
6月26日，李眉蓁表態高雄市應該爭取2030年的亞洲運動會主辦權，卻不曉得申請期限已於2020年4月宣告截止。翌日晚上，李眉蓁在臉書直播時坦承自己資料查證不周，團隊會檢討。在直播後段談起體育政策時，感嘆說她的選區內有世運主場館，2009年辦完世運後「再也沒有體育賽事了」，卻又被翻出其在2014年上傳於該場館拍攝的形象照，顯得前後立場不一。對於李眉蓁的指控，蘋果日報記者詢問市政府運發局，確認高雄世運會主場館曾辦理2015年全國運動會，2017年曾舉辦56項活動、2018年則是68項，其中不乏國際性及全國性體育賽事，甚至2019年前市長韓國瑜也曾在此為第10屆高雄國際馬拉松鳴槍。民主進步黨高雄市長補選候選人陳其邁競選團隊發言人黃文益批評，李眉蓁不應為修飾錯誤反衍生更多錯誤。台灣民眾黨參選人吳益政則指出，其實每個人都想幫高雄做點事情，大家都很認真，這種小錯誤是可以包容的。
6月29日，李眉蓁公布以韓國瑜市府成員為主的競選團隊幹部名單。據此，高雄市議會的民主進步黨黨團批評李眉蓁為「韓國瑜2.0」。李眉蓁回應，現在只要是民進黨不喜歡的就是草包，但是她會展現專業給大家看，而她自己已經是三屆的議員，對於議會的運作、市府的運作都非常了解。面對李眉蓁頻頻失言，對手陳其邁稱「李議員加油」。
7月6日，李眉蓁於市議會中稱「這可能是她最後一次質詢」、「以後是我李眉蓁當市長」與對市府官員說其作的是「其邁叔叔提的政見」。陳揮文對此批評。7月7日，李眉蓁在臉書預告行程圖表時，以「市長公開行程」代稱，李眉蓁於8日受訪時表示，可能是小編筆誤，未來會對此注意。
7月12日，李眉蓁表示競選總部將設在國民黨高雄市黨部，並表示「總部應該在七月中會找個時間，可能要先整理一下，我們會以最簡便的方式，希望趕快上手。」
7月17日，李眉蓁被爆料競選團隊使用未授權的插畫家圖像製作手舉牌，李眉蓁回應是支持者自印，不是競選團隊準備；但臉書專頁「我愛掀馬統」則指拿手舉牌的民眾穿著李的競選團隊背心，質疑李眉蓁侵權又說謊。對此，李眉蓁競辦解釋「確實是支持者自印，只是同仁掃街過程協助幫忙拿」。

### 《高雄Mojito》版权爭議
2020年7月15日，李眉蓁在臉書發布由周杰倫原唱歌曲《Mojito》改编版《高雄Mojito》，但遭網友質疑有版權或付費等問題。而原唱歌曲版权所有者杰威爾音樂發出聲明表示，公司同仁的確有接到李眉蓁團隊詢問對話，表示“是一場誤會”，其后李眉蓁團隊已主動下架该影片。
另外在歌詞內容中提到早餐要在南部知名早餐連鎖店丹丹漢堡點皮蛋瘦肉粥，但該店並無販售此商品。

## 外部連結
- 李眉蓁的Facebook專頁
- 李眉蓁的Instagram帳戶
- YouTube上的李眉蓁頻道
- 李眉蓁 - 高雄市議會全球網 （页面存档备份，存于）